# Nassinia caffraria
Nassinia caffraria là một loài bướm đêm trong họ Geometridae.